# The Smiths
The Smiths — британская рок-группа, образовавшаяся в 1982 году в Манчестере (Англия) и впоследствии признанная критиками одной из самых важных альтернативных рок-групп Британии, вышедших из инди-рока 1980-х годов. Семь альбомов группы поднимались на вершину UK Indie Charts (по этому показателю The Smiths опередили Depeche Mode и New Order). Музыка The Smiths оказала существенное влияние на развитие рока, в частности, на брит-поп (The Stone Roses, Blur, Suede, Oasis, The Libertines, Doves).
Основываясь на творческом партнерстве двух музыкантов (Стивена Моррисси и Джонни Марра), группа всегда работала под независимым лейблом Rough Trade, на котором они выпустили четыре студийных альбома: The Smiths, Meat Is Murder, The Queen Is Dead и Strangeways, Here We Come и один концертный альбом Rank. Все пластинки выпускались ежегодно в период с 1984 по 1988 годы. Группа также выпустила несколько сборников и большое количество одиночных синглов, не входящих в их студийные альбомы.

## История
The Smiths образовались в 1982 году, основателями коллектива были журналист, публиковавшийся в Melody Maker (и фанат New York Dolls, возглавлявший британское отделение их фэн-клуба) Стивен Патрик Моррисси, в прошлом — фронтмен панк-группы The Nosebleeds, и гитарист, автор песен Джон Маэр (John Maher), ставший называть себя Джонни Марр (Johnny Marr) во избежание путаницы с барабанщиком Buzzcocks, полным тёзкой. Марр играл с несколькими манчестерскими рок-группами (Sister Ray, Freaky Part, White Dice, Paris Valentinos) и даже был одно время близок к получению контракта, одна из его групп выиграла конкурс Stiff Records, в качестве приза предлагалась возможность записаться с продюсером Ником Лоу. Этот проект, однако, не осуществился, и Марр начал искать себе соавтора, который писал бы тексты, весной 1982 года он познакомился с Моррисси и они быстро сдружились.
Несколько демозаписей были сделаны ими при участии Саймона Уолстенкрофта (Simon Wolstencroft) (впоследствии — участника The Fall), но осенью 1982 года в группу был приглашен Майк Джойс (Mike Joyce).
Некоторое время с трио сотрудничал владелец студии Дейл Хибберт, выполнявший и функции звукоинженера, но после первого же концерта стало ясно, что Хибберт не вписывается в коллектив, и его заменил приятель Марра Энди Рурк (Andy Rourke).
Название The Smiths было выбрано в пику характерной для музыкантов «новой волны» тяге к красочным и помпезным словосочетаниям. Моррисси в 1984 году говорил, что предпочтение было отдано «самому простому названию»[уточнить], поскольку музыканты решили, «пришло время простым людям этого мира явить свои лица».
The Smiths свои первые концертные выступления провели в конце 1982 года; к весне 1983 о группе, вокруг которой сформировалась небольшая, но прочная группа поклонников в Манчестере, узнали в Лондоне. Отвергнув предложение Factory Records, The Smiths подписали контракт со столичным лейблом Rough Trade Records, выпустив здесь сингл «Hand in Glove». Песня, содержавшая в тексте гомосексуальные аллюзии, произвела фурор в прессе, была замечена Джоном Пилом и стала андеграундным хитом, поднявшись на 3-е место в UK Indie Chart.
Пресса начала оживлённо обсуждать и сценическую персону Моррисси, который выступал со слуховым аппаратом и букетами гладиолусов, рассованными по карманам (ими он в финале осыпал зрителей). Почти сразу же сенсацию в прессе произвели необычные интервью вокалиста, насыщенные крайне нетривиальными заявлениями на всевозможные темы.
К моменту выпуска второго сингла «This Charming Man» в конце 1983 года разгорелся скандал по поводу песни «Reel Around the Fountain», прозвучавшей на Би-би-си; некоторые заподозрили, что она «оправдывает» развращение малолетних. Так, отмечает Allmusic, «отстранённые, высокохудожественные и ироничные тексты Моррисси были истолкованы превратно — в первый, но далеко не в последний раз».
Синглы «This Charming Man» и «What Difference Does It Make?», возглавив независимый хит-парад, вошли и в общенациональный на 25 и 12 места соответственно.
Стремительный взлёт группы и восторженная реакция на него британской музыкальной прессы означали (согласно Allmusic), что «группа собственноручно положила конец синтезаторному звучанию „новой волны“, доминировавшему в Британии начала 1980-х годов».

### The Smiths
В феврале 1984 года группа выпустила дебютный альбом The Smiths, поднявшийся в UK Albums Chart до 2-го места. Вновь не обошлось без скандалов, таблоиды обратили внимание на текст «The Hand That Rocks the Cradle», попытавшись предъявить Моррисси всё то же обвинение в завуалированной поддержке педофилии (которое и на этот раз было с негодованием отвергнуто). Сэнди Шоу, певица, о которой Моррисси опубликовал как-то восторженную статью, исполнила свою версию «Hand in Glove» (в сопровождении участников The Smiths), также вошедшую в чарты (№ 27, май 1984). В том же году The Smiths выпустили синглами песни, в альбом не включённые: «Heaven Knows I’m Miserable Now» и «William, It Was Really Nothing» (с «How Soon Is Now?» на обороте). Первый из них (№ 10, июнь 1984) ознаменовал начало плодотворного сотрудничества группы с продюсером Стивеном Стритом. Между тем, очередную неприятность группе принесла песня «Suffer Little Children» (би-сайд «Heaven Knows I’m Miserable Now»), которая затрагивала тему «убийств на болотах». Услышав песню, дед одной из жертв обвинил группу в попытке извлечь коммерческую выгоду из трагедии. Встретившись с Моррисси лично, он изменил своё мнение, признав искренность автора. Впоследствии у певца установились дружеские отношения с Энн Уэст, матерью Лесли Энн Дауни, убитой Брэди и Хиндли девочки, чьё имя упоминалось в песне. В конце года вышел сборник Hatful of Hollow, куда вошёл сингловый материал, а также версии песен, записанных на радиосессиях Джона Пила и Кида Дженсена. За ним последовал отдельный релиз «How Soon Is Now» (№ 24). Группа стала лучшей новой группой Британии, но в США осталась известной на уровне колледж-радио, поскольку гастролей здесь до тех пор не проводила.

### Meat Is Murder
В начале 1985 года The Smiths выпустили второй альбом Meat Is Murder, отличавшийся от предшественника присутствием более акцентированных политических и социальных заявлений. Заглавная песня, протестовавшая против убийства животных, имела отчётливо выраженный вегетарианский подтекст, в «Nowhere Fast» содержались республиканские идеи, «The Headmaster Ritual» и «Barbarism Begins at Home» поднималась проблема физического наказания ребёнка в школе и семье. В интервью того времени Моррисси утверждал, что The Smiths все вегетарианцы, а поскольку это не соответствовало действительности, запретил (как позже выяснилось) коллегам употреблять мясные продукты публично, чтобы не быть за этим занятием сфотографированными. Это выглядело тем более странно, что Марр (согласно AllMusic) «глубоко погрузился в рок-н-ролльный образ жизни и стал выглядеть как нечто среднее между Китом Ричардсом и Брайаном Джонсом».
Анализируя альбом, критика отметила рост музыкального мастерства группы и стилистическое разнообразие (гитарный рокабилли «Rusholme Ruffians», фанк-бас «Barbarism Begins at Home»). Альбому предшествовал выпуск синглом «How Soon is Now?» (песни, прежде издававшейся би-сайдом); она не вошла в оригинальный вариант альбома, но добавлялась к нему в переизданиях. Позже Дж. Роган назвал песню «How Soon Is Now?» «„Stairway to Heaven“ 80-х». Meat Is Murder стал первым и единственным студийным альбомом группы, поднявшимся до первого места в Великобритании.
Тем временем Моррисси продолжал шокировать прессу и публику своими интервью. Он критиковал правительство Тэтчер, монархию, Band Aid. Знаменитой стала его фраза: «Можно, оказывается, одновременно очень беспокоиться о народе Эфиопии и причинять каждодневные страдания народу Англии». В марте и июне 1985 года (соответственно) синглами вышли «Shakespeare’s Sister» (песня, не вошедшая в альбом, № 26) и «That Joke Isn’t Funny Anymore» (№ 49).

### The Queen Is Dead
В 1985 году группа провела продолжительные гастроли по Великобритании и США, одновременно записывая третий студийный альбом. The Queen Is Dead вышел в июне 1986 года, вскоре после сингла «Bigmouth Strikes Again» (№ 26), и поднялся до 2-го места в британских чартах. В числе песен, обративших на себя внимание критики, были «Never Had No One Ever», «гимн меланхолии» (в котором некоторые критики расслышали самоиронию, некоторые — нет), сатирическая «Frankly, Mr. Shankly» (обращение к руководителю Rough Trade Джеффу Трэвису, оформленное как заявление работника предприятия об уходе по собственному желанию), а также «There Is a Light That Never Goes Out» и «Cemetry Gates», песни, в которых соединились как самые мрачные, так и светлые оттенки.
К этому времени атмосфера в группе осложнилась. Юридические склоки с Rough Trade явились причиной задержки релиза, альбом, работа над которым была завершена в ноябре 1985 года, вышел на семь месяцев позже намеченного срока. Марр начал ощущать на себе последствия стресса, связанного с непрекращающимися гастролями и студийной работой. Он признавался, что злоупотреблял алкоголем и чувствовал себя больным человеком. Рурк, подсевший на героин, в начале 1986 года, был уволен из группы. Джон Харрис, автор книги «Trouble At The Mill», утверждал, что музыкант узнал об этом из уведомления, приклеенного на лобовом стекле автомобиля: «Энди, ты ушёл из The Smiths. Прощай, и удачи тебе, Моррисси». Вокалист группы отрицал этот факт. Рурк, которого заменил Крэйг Гэннон, прежде участник Aztec Camera, уже через две недели уволенный был восстановлен в составе (Гэннон перешёл на ритм-гитару). Квинтет записал и выпустил синглы «Panic» и «Ask» (второй — с приглашённой вокалисткой Кёрсти Макколл), поднявшиеся до 11 и 14 мест соответственно. При этом «Panic» вновь вызвал скандал, многократно повторявшиеся здесь строки «сожги дискотеку… повесь диджея» (Burn down the disco...hang the DJ) некоторыми были истолкованы как проявление расизма. По окончании британского турне в октябре 1986 года Гэннон покинул состав. Окончательно рассорившись с Rough Trade, The Smiths стали рассматривать предложения с крупных лейблов и наконец подписались к EMI; это решение было воспринято неоднозначно как в музыкальной прессе, так и в среде поклонников группы.

### Strangeways, Here We Come
В начале 1987 года вышел сингл «Shoplifters of the World Unite» (№ 12 UK). За ним последовал сборник The World Won’t Listen; в его заголовке отразилось неудовлетврённость Моррисси тем фактом, что группа так и не вошла в мейнстрим. За ним последовал хит-сингл «Sheila Take a Bow» (№ 10 UK). Другая компиляция, Louder Than Bombs, была подготовлена для американского рынка; к материалу The World Won’t Listen были добавлены «Sheila Take a Bow» и песни Hatful of Hollow, сборника, который на тот момент в США не выпускался.

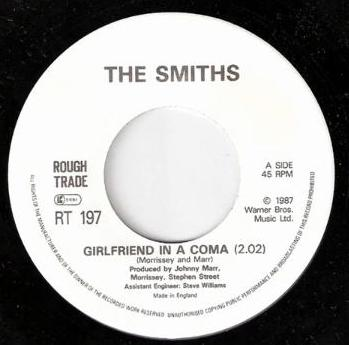
Диск с синглом «Girlfriend in a Coma»

В составе к этому времени обострились конфликты. Джонни Марр страдал от нервного истощения и находился на грани алкоголизма. В июне 1987 года он взял отпуск, что, как ему показалось, коллегам не понравилось. А затем Марр объявил об уходе, потому что решил, что статья в NME «Smiths to Split» была «подброшена» Моррисси (хотя тот к ней в действительности отношения не имел). Статья, написанная Дэнни Келли, в основном основывалась на слухах о трениях, существовавших между Моррисси и Марром. В частности, утверждалось, что вокалист был недоволен тем, что гитарист сотрудничает с другими музыкантами и что их личные взаимоотношения достигли точки разрыва, Марра не устраивает отсутствие гибкости у вокалиста. Марр связался с NME чтобы пояснить, его решение уйти из группы не было вызвано личными отношениями, а мотивировалось желанием расширить собственные возможности. Из более поздних интервью музыкантов следовало, что основными причинами были отсутствие менеджера и слишком большой стресс, который испытывали оба. Марр говорил позже, что переполнило чашу его терпения решение Моррисси записать каверы на песни Твинкл и Силлы Блэк.
Заменить Марра призван был гитарист группы Easterhouse Айвор Перри и группа записала несколько новых песен с ним, которые закончены так и не были (в частности, «Bengali in Platforms», её предлагалось издать на обороте сингла «Stop Me If You Think You’ve Heard This One Before». Перри, от которого, как он сам замечал, ожидалось превращение во «второго Марра», чувствовал себя во время записи некомфортно, а Моррисси в конечном итоге вообще покинул студию. К тому времени, как в сентябре вышел четвёртый альбом Strangeways, Here We Come, группа распалась.
Strangeways, Here We Come поднялся до 2-го места в Великобритании и стал самым успешным альбомом группы в США (№ 55 в Billboard 200. Он был прохладно встречен критикой, но и Моррисси и Марр называли его своим любимым из всех альбомов The Smiths. Год спустя вышел концертный альбом Rank, записанный в 1986 году, ещё с Гэнноном.

## После распада
После распада группы Моррисси вместе с продюсером Стивеном Стритом и ирландским музыкантом Винни Райли (лидером The Durutti Column) приступил к работе над первым сольным альбомом. Viva Hate (заголовок которого описывал чувства автора по поводу кончины The Smiths) поднялся на вершину британских чартов и положил начало успешной сольной карьере вокалиста.
Джонни Марр вернулся к активной музыкальной деятельности в 1989 году. Вместе с Бернардом Самнером из New Order и Нилом Тенантом (Pet Shop Boys) он образовал супергруппу Electronic, которая в 1990-х годах выпустила три альбома. В составе The The Марр записал два альбома, вышедших в 1989 и 1993 годах. При этом он работал и сессионным музыкантом, записываясь с такими исполнителями, как The Pretenders, Брайан Ферри, Pet Shop Boys, Билли Брэгг, Black Grape, Talking Heads, Crowded House, Бек, Oasis (альбом Heathen Chemistry), Айзек Брок (Modest Mouse, альбом We Were Dead Before the Ship Even Sank). Некоторое время он считался полноправным участником коллектива, затем вошёл в состав группы The Cribs.
Энди Рурк и Майк Джойс некоторое время продолжали совместную деятельность, в частности, работали сессионным дуэтом с Моррисси (1988—89) и Шинейд О'Коннор. Рурк гастролировал с группой Proud Mary, позже стал участником группы Freebass, куда вошли также Питер Хук (New Order и Joy Division) и Мани (The Stone Roses и Primal Scream), записавшей один альбом. После он жил в Нью-Йорке, где вёл еженедельную радиопрограмму на eastvillageradio.com. В 2023 году он скончался от рака.

### Судебное разбирательство
Моррисси, лидер The Smiths, принимал в группе все решения, которые касались финансовых дел. Авторские отчисления получали только он и Марр, за студийную работу Джойсу и Рурку выплачивались по 10 процентов от общей суммы заработка. В 1996 году Майк Джойс вызвал в суд Моррисси и Марра, заявив, что никогда не давал согласия на то, чтобы получать именно такой процент и потребовал пересчёта в свою пользу отчислений за студийную и концертную работу. Моррисси и Марр, в свою очередь, утверждали, оспаривавшиеся 10 процентов были оговорены всеми участниками квартета с момента его образования.
Судья Уикс, вставший на сторону Джойса, охарактеризовал его и Рурка как людей «прямых и честных, но определённо неопытных в финансовых делах». Напротив, Моррисси, по его словам, личность более сложная, «с неудовольствием давал показания»; более того, проявлял «изворотливость и непоследовательность, когда дело касалось его собственных интересов». Марр, по словам судьи, охотнее сотрудничал с судом, проявив ум и здравомыслие, но и его показания оказались «приукрашенными». Слушания в суде продолжались семь дней. Дело было решено в пользу Джойса, который получил один миллион фунтов стерлингов в виде единовременной выплаты и последующие суммы отчислениями по 25 процентов. Рурка это решение не касалось, чтобы расплатиться по долгам, он ещё в 1989 году согласился на сумму в 83 000 фунтов и 10 процентов авторских.
Моррисси утверждал, что судья был пристрастен, а самому ему пришлось находиться под «палящими огнями, почти в кандалах» и отвечать на вопросы, сводившиеся к темам: «Как вы смеете быть богатым?.. Как вы смеете продолжать?..» О распаде группы он говорил: «The Smiths — это было прекрасно, но Джонни [Марр] покинул группу, а Майк [Джойс] её уничтожил». Моррисси также выразил мнение, что Рурку и Джойсу в жизни невероятно повезло: «С другим вокалистом они не продвинулись бы дальше торгового центра в Солфорде». Даже юрист Моррисси Иэн Милл признавал, что его клиент временами «проявлял некоторое высокомерие». Моррисси подал апелляцию, но успеха она не имела.
В ноябре 2005 года Майк Джойс в интервью BBC 6 Music признал, что вновь испытывает финансовые проблемы и, чтобы разрешить их, вынужден продавать редкие плёнки группы на eBay. Некоторое время спустя Моррисси сделал публичное заявление на радиостанции true-to-you.net, в котором со своей стороны предъявил Джойсу обвинения, сводившиеся к тому, что барабанщик не сообщил Рурку о правах последнего на часть финансовых средств, выплаченных вокалистом по решению суда.

### В XXI веке
В течение всех 2000-х годов слухи о возможном воссоединении The Smiths не прекращались, но каждый раз Марр и Моррисси опровергали их. В 2005 году канал VH1 попытался собрать музыкантов вместе для выступления в программе Bands Reunited. Но ведущему Амеру Халиму так и не удалось войти с Моррисси в контакт. В декабре 2005 года было объявлено, что Johnny Marr and The Healers сыграют на благотворительном концерте «Manchester v Cancer», организованном Энди Рурком и его продюсерской компанией Great Northern Productions. Марр опроверг слухи о том, что это выступление может стать первым шагом к воссоединению, однако, впервые после распада The Smiths Рурк и Марр действительно оказались на одной сцене, исполнив «How Soon Is Now?».
Вплоть до самого последнего времени Моррисси решительно отвергал даже мысль о воссоединении группы. В марте 2006 года он признал, что участникам предложили 5 миллионов долларов за воссоединение и выступление на фестивале Coachella Valley Music and Arts Festival. «Нет, — потому что дело тут не в деньгах», — заявил он. Суть своей позиции певец сформулировал позже так: «Это было фантастическое путешествие. А потом оно подошло к концу. Я не считал, что оно должно заканчиваться. Я хотел продолжать. <Марр> решил его закончить. И на этом всё».
На вопрос, почему он не желает реформировать The Smiths, Моррисси отвечал: «Я считаю, что сам я после распада The Smiths много работал, а остальные — нет. Зачем мне обеспечивать им внимание, которого они не заслуживают? Мы не друзья, мы не общаемся. С какой стати мы должны быть вместе на сцене?».
В августе 2007 NME сообщил о том, что Моррисси отверг 40 миллионов фунтов, обещанных за мировой тур (50 концертов) вместе с Марром (без участия Рурка и Джойса) в 2008—2009 годах. Согласно информации true-to-you.net (неофициального фэн-сайта, пользующегося поддержкой Моррисси), сумма, предложенная за возможные мировые гастроли с Марром под названием The Smiths, составляла 75 миллионов. Появились сообщения также и о том, что предложение было фальшивкой.
В октябре 2007 года на BBC Radio 5 Live Джонни Марр намекнул на возможность потенциального воссоединения в будущем, заявив: «Бывали ведь и более странные вещи, так что, кто знает?». При этом он заметил: «Сейчас Моррисси занят своими делами, а я своими, в этом и весь ответ». Сообщение газеты «Сан» в декабре 2008 года о том, что The Smiths выступят в 2009 году на Coachella Festival Джонни Марр по каналам своего менеджмента назвал «чепухой».
10 ноября 2008 года вышел сборник The Sound of The Smiths. Джонни Марр проследил за ремастерингом всех треков, Моррисси выбрал для пластинки название. В феврале 2009 года Моррисси опроверг слухи о возможном воссоединении в очередной раз. «Прошлое отодвинулось вдаль, и мне это нравится», — сказал он в интервью BBC Radio 2. В том же году Марр признал, что им предлагались «50 миллионов за три—пять концертов», но отметил, что шансы на воссоединение не имеют никакого отношения к сумме денежного вознаграждения.
В 2014 и 2015 годах, группа номинировалась на зачисление в Зал славы рок-н-ролла.
В январе 2018 года барабанщик Майк Джойс, басист Энди Рурк и второй гитарист Крэйг Гэннон объявили, что объединятся в составе Classically Smiths и отправятся в совместный тур.

## Музыкальный стиль
Музыкальный стиль The Smiths определялся взаимодействием двух участников (Моррисси и Джонни Марра). «Всё было между нами фифти-фифти. Мы находились в полном согласии относительно того, что делать в той или иной пластинке», — говорил Джонни Марр в 1990 году. Как отмечала Encyclopaedia Britannica, «не-ритм-энд-блюзовый, исключительно белый сплав рока 1960-х годов и пост-панка группы был своего рода отказом от танцевальной поп-музыки того времени».
Песни Моррисси и Марра объединены темами жизней обычных людей с более непростыми, что проявляется в грамотной лирике, составленной Моррисси с дополнительным применением едкого юмора.
The Smiths фокусировали своё внимание преимущественно на бас-гитарах, барабанных партиях, а также слиянии рока 1960-х годов с постпанком, отказываясь этим от синтезаторов и танцевальной поп-музыки, которая была популярная в начале 1980-х.
Джонни Марр играл в основном на гитаре Rickenbacker, звучание которой в его исполнении позже повлияло на других манчестерских музыкантов, среди которых были Иэн Браун (основавший The Stone Roses) и Ноэл Галлахер (написавший большинство песен в составе Oasis).
Марр как гитарист находился под влиянием The Byrds, Crazy Horse, Джорджа Харрисона и Джеймса Ханимена-Скотта из The Pretenders, а также продюсера Фила Спектора. «Мне ближе музыка, звучащая „симфонично“, музыка, где все инструменталисты соединяются в создании общей атмосферы», — говорил он.
Роль Моррисси в группе сводилась к созданию текстов и мелодий вокальных партий. Он находился под влиянием панк-рока и пост-панка — в частности, таких групп, как New York Dolls, The Cramps и The Cult, а также музыки 1960-х годов (Дасти Спрингфилд, Сэнди Шоу, Марианн Фэйтфул, T. Rex). Тексты Моррисси, на первый взгляд депрессивные, были полны юмора и иронии; Джон Пил замечал, что The Smiths — одна из немногих групп, способных заставить его расхохотаться в полный голос. Находясь под влиянием литературы и драматургии социального реализма, Моррисси писал об обычной жизни обычных людей, их тревогах и страхах. Критики группы использовали по отношению к текстам Моррисси и его манере держаться на сцене термин miserabilists, обращая внимание прежде всего на исключительно минорную тональность его жалоб и причитаний. Журнал VOX, анализируя (в 1997 году) творчество The Smiths, назвал Стивена Патрика Моррисси «новым Оскаром Уайльдом», который «…подчинил себе умы и души страдающего от скуки и раздражения, вытесненного на обочину поколения».
Многие специалисты, отмечая силу и эффективность крайне оригинального контрапункта, который создали Марр и Моррисси, ведущую роль отдавали первому из них. «При поддержке искусной ритм-секции Марр со своими лаконичными, цепляющими гитарными партиями создал действительно захватывающий андеграундный (то есть, самодостаточный, не заимствоваший ничего из тогдашней коммерческой музыки) поп-саунд, простота которого была более выразительна, чем все эти подчас необязательные откровения вокалиста», — писал рецензент Trouser Press.

## В культуре
- х/ф Магазинные воришки всего мира (2021)
- полнометражный фильм 500 дней лета (2009)
- Х/ф Хорошо быть тихоней  (2012)

## Участники группы
- Моррисси — вокал, фортепиано
- Джонни Марр — гитара, клавишные, мандолина, губная гармоника
- Энди Рурк — бас-гитара, виолончель
- Майк Джойс — ударные, бэк-вокал

## Дискография

### Студийные альбомы
- The Smiths (1984)
- Meat Is Murder (1985)
- The Queen Is Dead (1986)
- Strangeways, Here We Come (1987)

### Концертные альбомы
- Rank (1988)

### Сборники
- Hatful of Hollow (1984)
- The World Won’t Listen (1987)
- Louder Than Bombs (1987)
- Best…I (1992)
- …Best II (1992)
- Singles (1995)
- The Very Best of The Smiths (2001)
- The Sound of The Smiths (2008)
- The Smiths Singles Box (2008)

### Мини-альбомы
- The Peel Sessions (1988)